# Ragnar Rylander
Carl Ragnar Rylander, född 12 september 1935 i Stockholm, död 13 april 2016, var en svensk läkare och forskare inom miljömedicin, särskilt vad gäller lungtoxikologi och tobakens skadeverkningar. Rylander var också konsult åt tobaksindustrin, bland annat Philip Morris.

## Biografi
Ragnar Rylander föddes som son till professorerna Gösta Rylander och Mirjam Furuhjelm samt var halvbror med journalisten Catharina Ingelman-Sundberg och professor Magnus Ingelman-Sundberg.
Rylander blev medicine licentiat 1961, medicine doktor och docent i hygien vid Karolinska institutet 1968, biträdande avdelningsföreståndare vid Statens institut för folkhälsa 1968. Under sin verksamhet vid Naturvårdsverkets omgivningshygieniska avdelning ledde han 1972, tillsammans med Staffan Sörensen, försök kring överljudsflygets ljudbangars påverkan på människors koncentrationsförmåga. Rylander var professor i hygien/miljömedicin vid Göteborgs universitet 1973–2000. Parallellt med befattningen i Göteborg verkade han 1974–2000 som forskningsledare vid Genèves universitet, vid Institut de Médicine Sociale et Préventive (IMSP). 1978–2003 var Rylander vetenskapligt råd åt Socialstyrelsen, 1978–1980 konsult åt WHO:s arbetsgrupp rörande organiskt damm och 1990 gästprofessor vid National Academy of Sciences, Peking, Kina.

### Anklagelser om samröre med tobaksindustrin
Under den så kallade Rylanderaffären i Genève 2001–2003 avslöjade Pascal Diethelm och Jean-Charles Rielle från den schweiziska antirökorganisationen CIPRET-Genève, att Rylander sedan 1972 till stor del finansierat sin forskning om tobakens skadeverkningar med hemliga anslag från Philip Morris. De två avslöjarna stämdes för förtal av Rylander och fälldes i första instans. Efter två överklaganden friades dock Diethelm och Rielle helt i december 2003, och rätten karakteriserade Rylanders arbete vid Genèves universitet som ”ett forskningsfusk utan motstycke” (une fraude scientifique sans précédent).
Som konsult åt Philip Morris anordnade Rylander bland annat åtskilliga symposier om passiv rökning, avsedda att tona ned riskerna. 1972 hade Philip Morris i hemlighet köpt forskningslaboratoriet INBIFO (Institut für Biologische Forschung) i Köln, där Rylander kom att få en framträdande roll som samordnare och kvalitetsansvarig. Det framkom vid de stora tobaksrättegångarna i USA under 1990-talet att Rylander haft en betydande roll vid INBIFO när det gällde att hemlighålla dokument från tobaksindustrin, så att dessa inte skulle kunna framläggas som bevisning i rättegångarna. Enligt en särskild dossier, framlagd av åklagarsidan (regeringen) vid de amerikanska rättegångarna, var Rylander en av tobaksindustrins tre främsta och under längst tid avlönade konsulter i världen. 2004 tog Genèves universitet officiellt avstånd från Rylander och varnade det globala vetenskapssamhället för hans forskning: "Kommissionen anser det legitimt att ifrågasätta giltigheten av huvuddelen av Ragnar Rylanders arbeten som direkt eller indirekt rör tobaksrökning.”  Göteborgs universitet har förklarat Rylander "som icke önskvärd på Göteborgs universitet", men man har inte tagit avstånd från forskningsresultaten.
Efter rättsaffären var Rylander bland annat verksam vid universitetet i Belgrad. Han skapade även en webbsida där han gav sin syn på affären.